# 영국 학사원

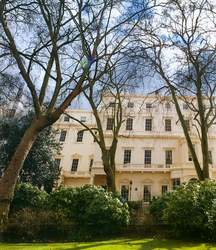
영국 학사원

영국 학사원(영어: British Academy 브리티시 아카데미[*]) 또는 영국 학술원은 영국의 국립 아카데미로, 인문 및 사회 과학 분야를 다룬다. 1902년에 설립되어 동년에 왕실 칙허 (Royal Charter)를 받았다.
영국의 비즈니스 혁신 기능부로부터 자금을 받아 운영되고 있으며, 아카데미 전체 예산 33,100,000 파운드 중 27,000,000 파운드가 정부에서 지급받은 것이다 (2014년). 세출 중 32,900,000 파운드는 연구 자금과 표창 활동, 자선 활동에 사용되고 있다.

## 같이 보기
- 분류:영국 학사원 석학회원
- 왕립학회